# Molophilus flagellifer
Molophilus flagellifer är en tvåvingeart som beskrevs av Alexander 1922. Molophilus flagellifer ingår i släktet Molophilus och familjen småharkrankar. Inga underarter finns listade i Catalogue of Life.